# Can Viver (Bigues)
Can Viver és una de les masies històriques més emblemàtiques de l'antiga parròquia rural de Sant Mateu de Montbui, del d'antic poble de Bigues, en el terme municipal de Bigues i Riells, a la comarca catalana del Vallès Oriental, i ha on apareix en un escrit del 1156 que la defineix així : “Supra horto qui vocatur Masus Viver”.
És en el sector sud-oest del terme, a tocar del terme municipal de Santa Eulàlia de Ronçana, en el vessant sud-est del Puig Alt, i a l'esquerra del Torrent de Can Ribes, que s'inicia a prop i al sud-oest de la masia. Té a prop i al nord-oest la masia de Can Carreres, i al sud-est, la de Can Martí, ja en el terme veí de Santa Eulàlia de Ronçana.
Mantenen encara una petita activitat agrària i ramadera emulant les tasques que antigament donaven feina i sostén a la família i/o masovers que hi vivien. Principalment, un petit hortet, gallines, cura de les antigues d'oliveres i plantada de noves per fer-ne oli, i a base d'antigues receptes conservades a la casa, elaboració de la Ratafia. Moltes son las generacions que vam viure en aquell Mas, cadascuna deixant una mica de la seva història en les pedres que encara es conserven dels primers habitacles inicials. En algunes generacions, el segell d'identitat està més patent que en altres, però tots el diversos recons tant interiors com exteriors, et transportant en el temps i que et sedueixen amb tot el seu encant.
Actualment està en període de restauració per l'última generació que, tot i haver perdut el cognom Viver, segueixen la línia directa des del 1156 posant tot el seu esforç per intentant retornar a la casa, el mateix segell d'identitat perdut, després de més de cinquanta anys de ruïna i abandonament.
Antics documents marrons i envellits pel pas dels anys, parlen de com era la vida de pagesia per aquells anys del 1500, gràcies entre d'altres, als capítols matrimonials i establiments, o petits rebut de pagament a la Baronia de Montbui, a on en Francesc Viver va ser un batlle molt ben considerat segons escrits conservats a l'Arxiu Comarcal del Vallès Oriental de Granollers, passant per la guerra dels francesos (1808) que van cremar només una part de la casa a canvi de menjar i beure segons la història explicada de pares a fills, fins als rebesavis, besavis i avis més actuals, a on la forma de vida és més imaginable gràcies a les moltes fotografies conservades. Tot un acollidor replegament de documents posats al dia per treure'n tota la informació possible de la historia d'una de les famílies més antigues de Catalunya.
Està inclosa en el Catàleg de masies i cases rurals de Bigues i Riells.